# チャールズ・ハワード (第10代ノーフォーク公)
第10代ノーフォーク公チャールズ・ハワード（英語: Charles Howard, 10th Duke of Norfolk, FRS, FSA、1720年12月1日 - 1786年8月31日)は、イギリスの貴族。

## 経歴
1720年12月1日、ヘンリー・チャールズ・ハワード（第22代アランデル伯ヘンリー・ハワードの孫。5代ノーフォーク公トマス・ハワードと6代ノーフォーク公ヘンリー・ハワードの弟）とその妻メアリー（旧姓アイルワード）の嫡男として生まれた。
ローマ・カトリックとして育てられた。1768年1月にロンドン考古協会フェロー(FSA)、3月に王立協会フェロー(FRS)に就任。
1777年9月20日にはとこにあたる9代ノーフォーク公エドワードの死去により第10代ノーフォーク公爵位を継承した。
1786年8月31日に死去。爵位は長男チャールズ・ハワードが継承した。

## 爵位
1777年9月20日のはとこエドワードの死により以下の爵位を継承した。
- 第10代ノーフォーク公爵 (10th Duke of Norfolk)
(1483年6月28日の勅許状によるイングランド貴族爵位)
- 第28代アランデル伯爵 (28th Earl of Arundel)
(1138年頃創設のイングランド貴族爵位)
- 第11代サリー伯爵 (11th Earl of Surrey)
(1483年6月28日の勅許状によるイングランド貴族爵位)
- 第8代ノーフォーク伯爵 (8th Earl of Norfolk)
(1644年6月6日の勅許状によるイングランド貴族爵位)
- 第18代マルトレイヴァース男爵 (18th Baron Maltravers)
(1330年6月5日の議会招集令状（英語版）によるイングランド貴族爵位)
- 第8代フィッツアラン＝クラン＝オズワルデスタ男爵 (8th Baron FitzAlan, Clun and Oswaldestre)
(1627年の議会法によるイングランド貴族爵位)

## 家族
1727年にジョン・ブロックホールズの娘キャサリンと結婚し、彼女との間に一人息子で11代公爵位を継承するチャールズ・ハワードを儲けた。